# Empire Earth: Sztuka podboju
Empire Earth: Sztuka podboju (ang. Empire Earth: The Art of Conquest) – oficjalny dodatek do strategicznej gry czasu rzeczywistego Empire Earth. Sztuka Podboju została stworzona przez Mad Doc Software oraz wydana 17 września 2002 roku w Stanach Zjednoczonych. W Europie gra ukazała się 4 października 2002 roku, a w 2003 roku miała premierę w Japonii oraz Polsce. Złota Edycja Empire Earth, zawierająca pierwszą część serii oraz dodatek, została wydana 6 maja 2003.
Sztuka podboju dodała kilka nowych możliwości do oryginalnego Empire Earth, między innymi nowe jednostki, cywilizacje (Japonię i Koreę), cudy cywilizacji oraz nowych bohaterów. Sztuka Podboju dodaje również trzy nowe kampanie: starożytny Rzym, II wojna światowa oraz Mars XXIV wieku. Gra spotkała się z różnorodnym odbiorem recenzentów, otrzymując średnią 66% w serwisie GameRankings.

## Odbiór gry
| Publikacja          | Ocena    |
| ------------------- | -------- |
| IGN                 | 7,8 z 10 |
| GameSpy             | 4,5 z 5  |
| GameSpot            | 5,2 z 10 |
| PC Gamer            | 85%      |
| The Armchair Empire | 6,8 z 10 |

Ogólny odbiór Sztuki podboju był przeciętny. Według agregatora GameRankings średnia ocen wynosi 66%, a według Metacritic – 63%. Recenzenci zwracali uwagę na brak znaczących nowości w stosunku do gry podstawowej.